# هوهانس باغداساریان
هوهانس مناتساکانی باغداساریان (ارمنی: Հովհաննես Մնացականի Բաղդասարյան؛ زادهٔ ۲۱ آوریل ۱۹۱۴ - درگذشته ۱۹۹۷) یک تاریخ‌نگار، روزنامه‌نگار و سیاستمدار اهل ارمنستان بود که از تاریخ ۶ مارس ۱۹۶۶ تا تاریخ ۱۸ دسامبر ۱۹۶۷ سمت وزیر فرهنگ ارمنستان را برعهده داشت.

## زندگی‌نامه
در ۲۱ آوریل ۱۹۱۴ در هایرنیاتس به دنیا آمد و از دانشگاه دولتی شیراک فارغ‌التحصیل شد. وی همچنین برنده نشان پرچم سرخ کار شده است. وی در ۱۹۹۷ در سن ۸۳ سالگی در ایروان درگذشت و در آرامستان مرکزی ایروان (توخماخ) به خاک سپرده شد.